# St. Peter und Paul (Kößing)

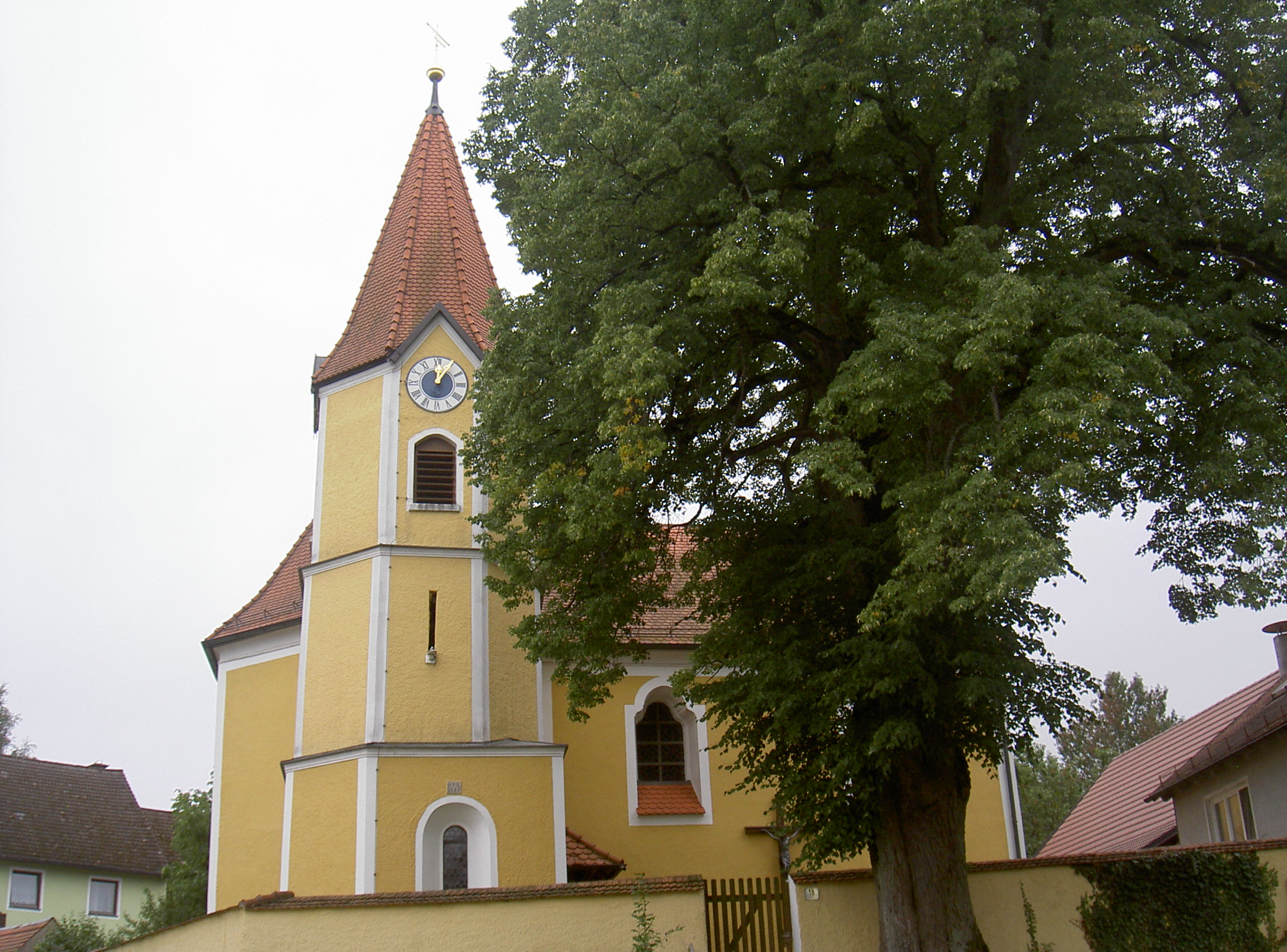
Peter-und-Paul-Kirche in Kößing (2017)

Die römisch-katholische Filialkirche St. Peter und Paul liegt im Ortsteil Kößing, der heute zu der oberpfälzischen Stadt Vohenstrauß gehört (Kößing 18). Die Kirche gehört zur Pfarreigemeinschaft Vohenstrauß und Böhmischbruck.

## Geschichte
Aufgrund baugeschichtlicher Befunde muss der Baubeginn der Kirche in das 12. oder 13. Jahrhundert datiert werden.
Die Kapelle St. Peter und Paul wird allerdings erstmals 1756 schriftlich erwähnt. Damals war sie der Pfarrei Böhmischbruck zugeordnet. Auch 1782 gehörte der Ort zur Pfarrei Böhmischbruck.

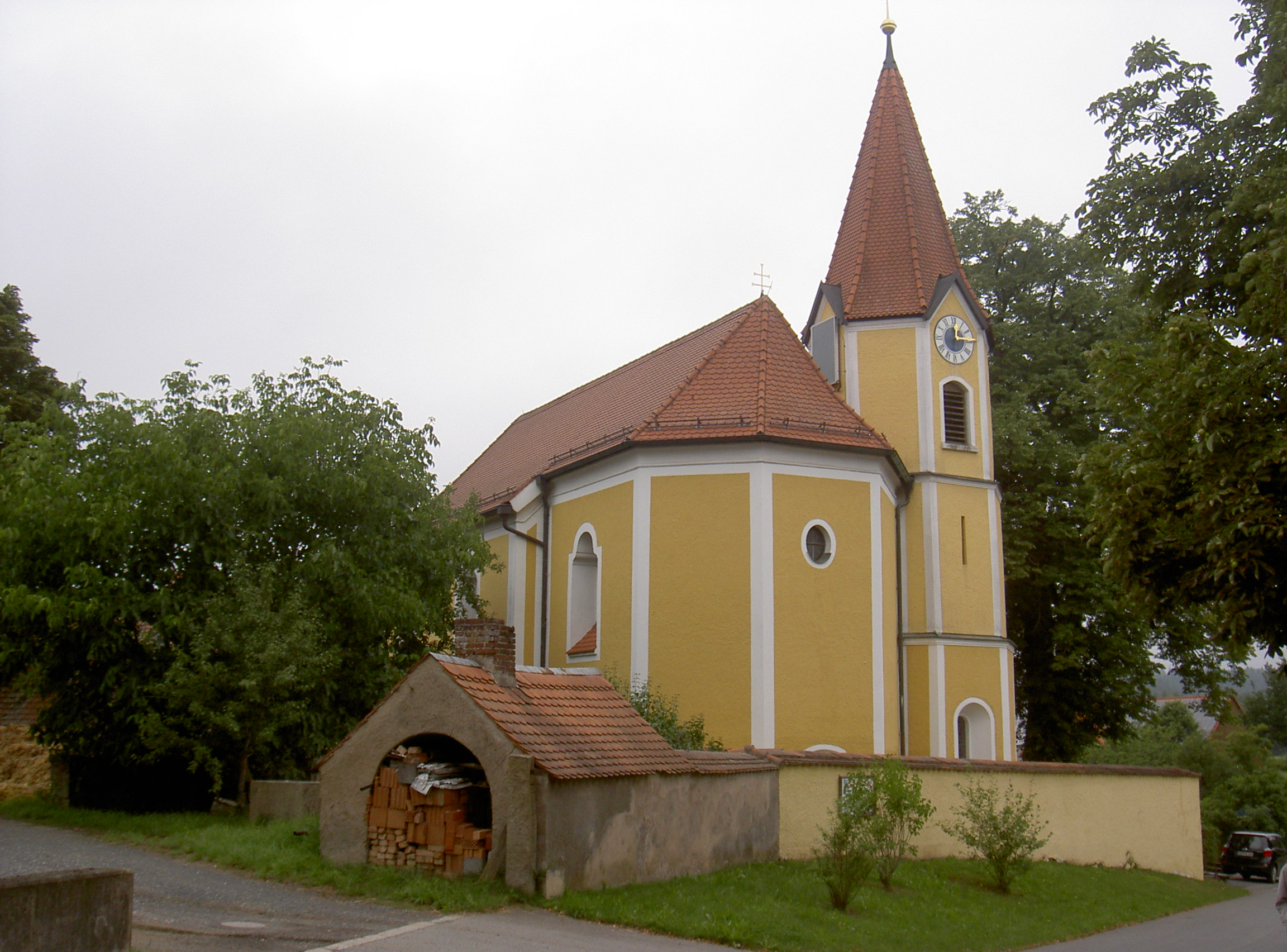
Peter-und-Paul-Kirche mit Kirchhofmauer

## Kirchengebäude
Früher bestand hier eine gotische Kapelle. Der frühere Altarraum ist heute die Sakristei der Kirche. Hier entdeckte man in ein Meter Tiefe einen gemauerten Altar. Das gotische Gewölbe, die Rippenkonsolen und der Schlussstein wurden erst später eingebaut.
Auf diesen sechseckigen  Altarraum wurde später ein achteckiger Turm aufgesetzt. Am Turm findet sich eine Tafel mit der Bezeichnung „H.P.R. 1667“, eventuell die Zeit seiner Errichtung. Der Turmoberbau ist auf die zweite Hälfte des 19. Jahrhunderts zu datieren. Im 18. Jahrhundert wurde die frühere Kirche abgetragen und eine barocke Kirche geschaffen. Unklar ist die genaue Datierung; auf dem Altarpult findet man die Zahl 1687. Bei den 1999 durchgeführten Renovierungsarbeiten des Dachstuhls wurde im Dachgebälk die Jahreszahl 1756 entdeckt; dies dürfte die Zeit sein, in welcher der neue Kirchenbau errichtet wurde.
Auf dem Dachfirst befindet sich Doppelkreuz, ein sogenanntes Scheyrer Kreuz, das an einen nach Kloster Scheyern gekommenen angeblichen Kreuzpartikel erinnert.
Zu dem Kirchenensemble gehörte auch ein Friedhof, der im Kirchhof zu lokalisieren ist. Die erhaltene Kirchhofmauer stammt aus dem 17. bzw. 18. Jahrhundert.
Die Kirche wurde ab 1999 renoviert. Dabei wurde zuerst die Fassade neu gestaltet und neu getüncht. Der Dachstuhl wurde überholt und auch die Zifferblätter der Uhr wurden erneuert. Ab 2000 wurde der Innenraum der Kirche renoviert.

## Innenausstattung

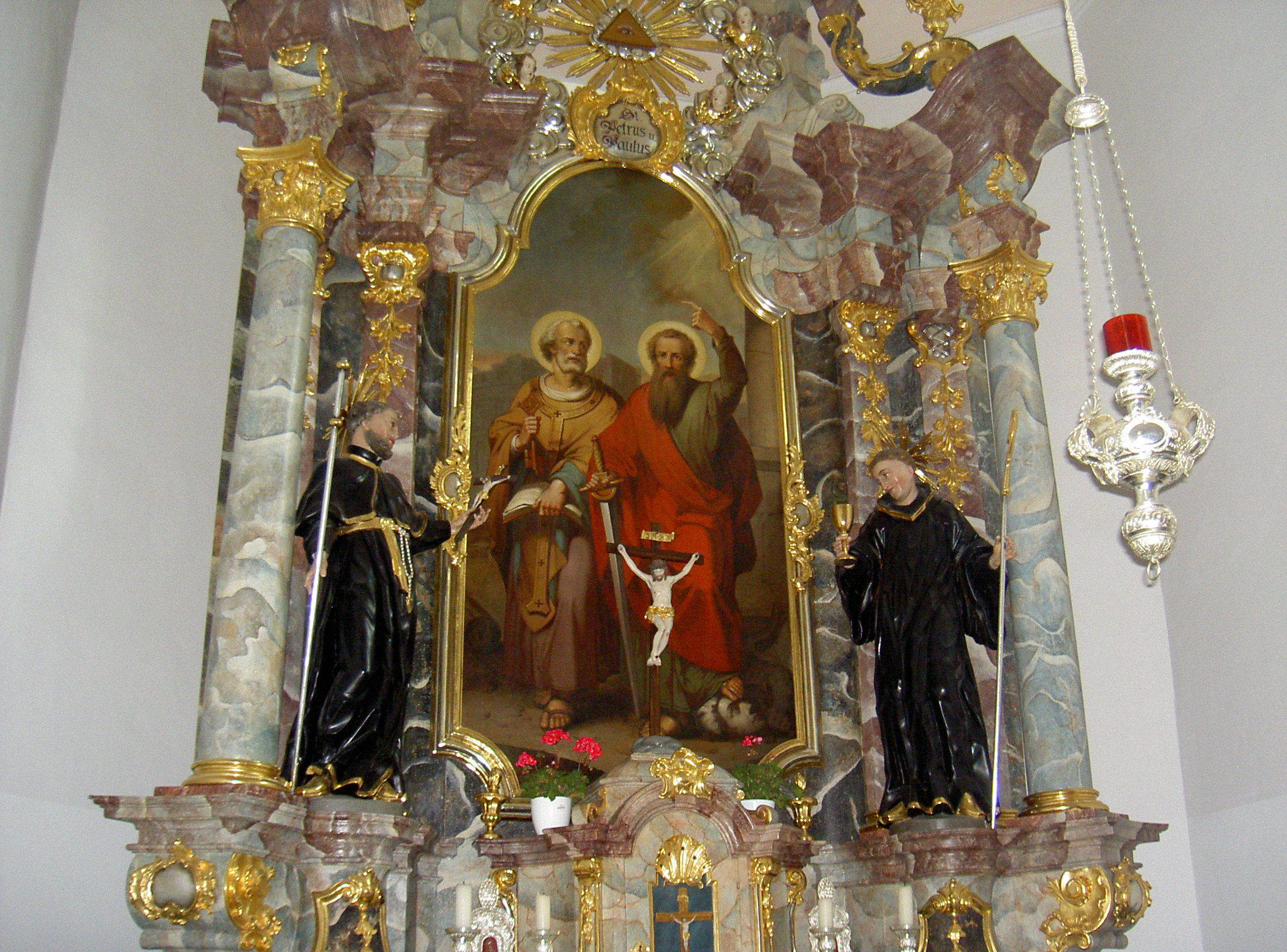
Hauptaltar der Peter-und-Paul-Kirche

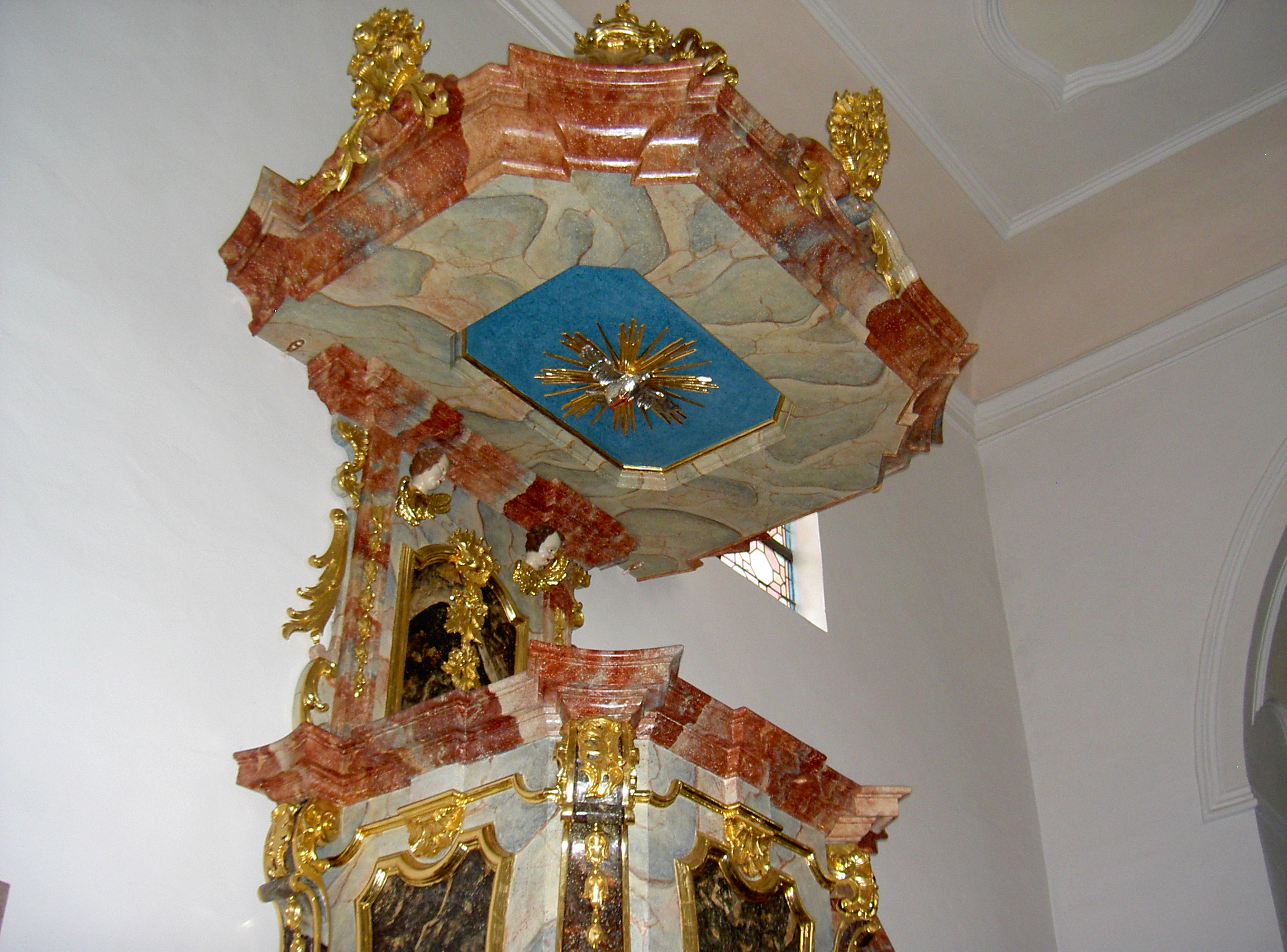
Kanzel der Peter-und-Paul-Kirche

Das Altarbild in dem barocken Hochaltar zeigt, umrahmt von Säulen und Pilastern, die Kirchenpatrone Peter und Paul. Die Nebenfiguren stellen den benediktinischen Ordensgründer Benedikt von Nursia mit Abtstab und Mitra und den Gründer des Dominikanerordens Dominikus mit einem Rosenkranz dar. Beide Figuren waren vor der Kirchenrenovierung weiß gefasst, jetzt besitzen sie eine schwarze  Fassung. Im Auszug findet sich ein allsehendes Gottesauge. Es wird vermutet, dass dieser Altar früher in einer anderen Kirche war. In der Monstranz ist eine Berührungsreliquie des Regensburger Bischofs Emmeram. Dem Altar ist ein  Volksaltar, ebenfalls barocker Art, vorgestellt.
Die barocke Kanzel ist auf allen Seiten marmoriert; im Schalldeckel ist die Darstellung des Heiligen Geists. Die Kirche besitzt auch 14 Kreuzwegbilder unter der Empore. Die Empore war früher an den beiden Längswänden der Kirche angebracht.
Eine früher außerhalb der Kirche stehende Figur des Johannes Nepomuk wurde in den Kirchenraum verlagert.

## Glocken
Die älteste Glocke wurde 1777 in Eger gegossen, musste aber im Zweiten Weltkrieg 1943 abgeliefert werden und kam nicht mehr nach Kößing zurück. Heute besitzt die Kirche zwei Glocken. Die größere ist den Kirchenpatronen Petrus und Paulus geweiht, sie wurde 1911 gegossen. Auf ihr steht der lateinische Wahlspruch: „Der Apostel Petrus und der Lehrer der Völker Paulus, sie haben uns dein Gesetz gelehrt, oh Herr“.
Die kleinere Glocke trägt das Bild des bayerischen Bauernsohnes und Kapuzinerbruders von Altötting, des Bruder Konrad (1818–1894). Sie wurde im Jahre seiner Heiligsprechung 1934 gegossen. Auf ihr steht der Wahlspruch „Im Geringsten am größten“.